# Ancylotrypa atra
Ancylotrypa atra är en spindelart som beskrevs av Embrik Strand 1906. Ancylotrypa atra ingår i släktet Ancylotrypa och familjen Cyrtaucheniidae. Inga underarter finns listade i Catalogue of Life.